# وپا (سجنیکا)
وپا (سجنیکا) (به لاتین: Vapa (Sjenica)}} یک منطقهٔ مسکونی در صربستان است که در Sjenica واقع شده‌است.

## خصوصیات
وپا ۲۳۰ نفر جمعیت دارد.